# 绍德赛格
绍德赛格（法語：Chaudes-Aigues，法語發音：[ʃod.z‿ɛɡ]）是法国康塔尔省的一个市镇，属于圣弗卢尔区。

## 地名
该法语地名Chaudes-Aigues改自奥克语奥弗涅方言“Chaldas Aigas”，意为“温暖的水”，“chaldas”和“aigas”分别与现代法语单词“chaud”和“eau”同源，均来自拉丁语“calidus”和“aqua”。

## 地理
绍德赛格（44°51'16"N, 3°0'15"E）面积53.16 平方千米，位于法国奥弗涅-罗讷-阿尔卑斯大区康塔爾省，该省份为法国中南部省份，位于法國中央高原中心，北起科雷兹省、上盧瓦爾省和多姆山省，西接洛特省和科雷兹省，南至阿韦龙省和洛特省，东临上盧瓦爾省和洛泽尔省。
与绍德赛格接壤的市镇（或旧市镇、城区）包括：昂泰里约、德韦尔日、埃斯皮纳斯、雅布兰、莫里讷、圣马夏尔、特吕耶尔河畔讷韦格利斯。

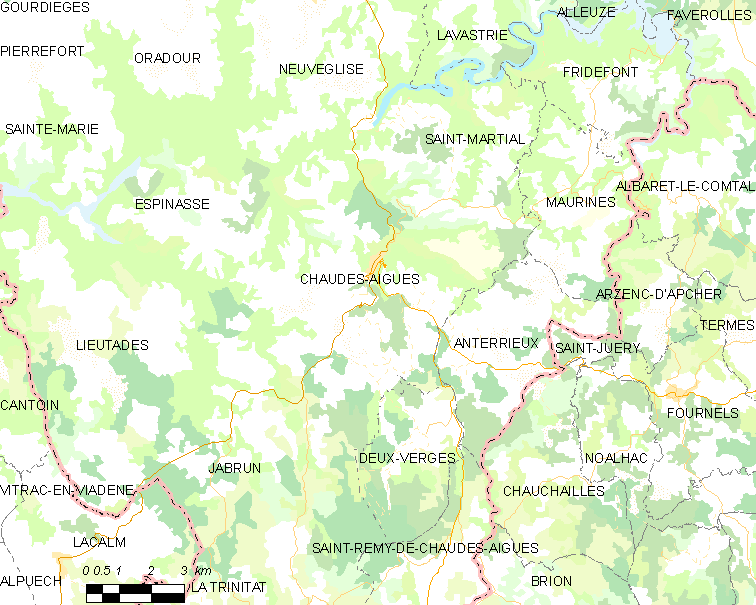
绍德赛格的OSM定位图

绍德赛格的时区为UTC+01:00、UTC+02:00（夏令时）。

## 行政
绍德赛格的邮政编码为15110，INSEE市镇编码为15045。

## 政治
绍德赛格所属的省级选区为特吕耶尔河畔讷韦格利斯县。

## 人口

1962-2008年间绍德赛格人口变化图示

绍德赛格于2022年1月1日时的人口数量为814人。